# Godelaib
Godelaib († 808 in Reric) war der Statthalter des dänischen Königs Göttrik in Reric, wo er von diesem als Verräter hingerichtet wurde.
Godelaib wird für das Jahr 808 in den Annales regni Francorum im Zusammenhang mit einem Feldzug des dänischen Königs Göttrik gegen die Abodriten erwähnt. Bei dem Namen Godelaib handelt es sich um die latinisierte Fassung von Guḋleifr, also eines nordischen Namens. Die Quellen selbst nehmen keine gentile Zuordnung vor, erwähnen Godelaib stattdessen nur als alius dux, also als einen anderen Herzog. Eine dänische Herkunft Godelaibs ist dennoch möglich.
Der an der abodritischen Ostseeküste gelegene, multiethnische Seehandelsplatz Reric war dem dänischen König Göttrik abgabenpflichtig. Unmittelbar angrenzend an Reric lag das Herrschaftsgebiet des abodritischen Samtherrschers Drasco. Nachdem dieser den exterritorialen Freihafen Reric mit Hilfe von Göttriks abtrünnigem Statthalter Godelaib in sein Herrschaftsgebiet eingegliedert hatte, unternahm Göttrik eine groß angelegte Strafexpedition und segelte mit einer Flotte von Schleswig über die Ostsee nach Reric. Dort nahm er Godelaib durch eine List gefangen und ließ ihn als Verräter an einem Galgen aufhängen. Drasco konnte entkommen. Göttrik zerstörte Reric und siedelte zumindest die dänischen Kaufleute nach Haithabu um.